# Minot
Minot je město ve Spojených státech amerických. Nachází se v okrese Ward County, jehož je zároveň správním městem, ve státě Severní Dakota. Ve městě žije přibližně 48 tisíc obyvatel. Je čtvrtým nejlidnatějším městem v Severní Dakotě a 850. nejlidnatějším městem v USA, přičemž je zároveň významným dopravním uzlem a ekonomickým centrem nejen pro Severní Dakotu, ale také pro obchod a dopravu v kanadských provinciích Manitoba a Saskatchewan. Bylo založeno roku 1886. Asi 24 kilometrů severně od města leží Letecká základna Minot.

## Rodáci
- Wiz Khalifa (* 1987) – americký rapper
- Josh Duhamel (* 1972)
- Gary Johnson (* 1953) – americký podnikatel a politik

## Partnerská města
- Moose Jaw, Kanada
- Skien, Norsko